# Hydnangium
Hydnangium Wallr. (piestróweczka) – rodzaj grzybów z rodziny piestróweczkowatych (Hydnangiaceae). W Polsce występuje jeden gatunek.

## Systematyka i nazewnictwo
Pozycja w klasyfikacji według Index Fungorum: Hydnangiaceae, Agaricales, Agaricomycetidae, Agaricomycetes, Agaricomycotina, Basidiomycota, Fungi.
Polską nazwę zaproponował Władysław Wojewoda w 2003 r.
Niektóre gatunki:
- Hydnangium aurantiacum R. Heim & Malençon 1934
- Hydnangium carneum Wallr. 1839 – piestróweczka czerwonawa
- Hydnangium densum Rodway 1920
- Hydnangium latisporum Castellano, Cázares & Guevara 2008
- Hydnangium parksii Zeller & C.W. Dodge 1936
- Hydnangium quercicola Castellano, Cázares & Guevara 2008
- Hydnangium sublamellatum Bougher, Tommerup & Malajczuk 1993
- Hydnangium thaxteri Zeller & C.W. Dodge 1935
- Hydnangium velatisporum Castellano, Cázares & Guevara 2008

Nazwy naukowe na podstawie Index Fungorum. Nazwy polskie według W. Wojewody.